# Жасыбаев, Ержан Бакирбаевич
Ержан Бакирбаевич Жасыбаев (каз. Ержан Бәкірбайұлы Жасыбаев; род. 17 января 1965, Жамбылская область, Казахская ССР) — казахстанский государственный деятель, аким города Талдыкоргана (2021—2022).

## Биография
Родился 17 января 1965 года в Жамбылской области.
Окончил Усть-Каменогорский строительно-дорожный институт по специальности «инженер-строитель».

## Трудовая деятельность
Трудовую деятельность начал дорожным мастером ДЭУ-64 управления дорог Министерства автомобильных дорог КазССР в Жамбылской области.
В разные годы работал:
- главным инженером ДЭУ-223 управления дорог министерства автомобильных дорог КазССР[1];
- начальником Джуалинского ПДУ[1];
- главным инженером КП «Жамбылавтодор», Жамбылского филиала РГКП «Казахавтодор»[1];
- заместителем начальника Алматинского областного департамента автомобильных дорог[1];
- заместителем начальника и директором Алматинского областного управления Комитета развития автомобильной инфраструктуры[1];
- руководителем Комитета автомобильных дорог Алматинского областного департамента МИИР РК в городе Алматы[1];
- директором Жамбылского областного филиала АО «НК «ҚазАвтоЖол»[1].

В 2014—2021 гг. — руководитель управления пассажирского транспорта и автомобильных дорог Алматинской области.
В 2021—2022 гг. — аким города Талдыкоргана.